# Покровська церква (П'ятидні)
Покровська церква — чинна парафіяльна церква на честь Покрова Пресвятої Богородиці у селі П'ятидні Володимирського району Волинської області. Належить до Володимир-Волинської єпархії Православної Церкви України. Збудована у 1835 році, є пам'яткою архітектури місцевого значення.

## Історія

### Заснування та ранній період
Свято-Покровський храм був збудований у 1835 році на пагорбі в центрі села. Фундаторами будівництва стали місцева поміщиця (полячка за походженням) Марія-Дарія Леванідова та її син Олексій Леванідов з благословення архієпископа Волинського та Житомирського Інокентія. Цегляна церква збудована у вигляді хреста. Пізніше, у 1876 році, жителі села добудували до храму дерев'яну дзвіницю.
На початку XX століття церква була в селі Микуличі (нині прихід об'єднаний з П'ятиднями) Вербської волості Володимир-Волинського повіту та обслуговувала також парафіян із сусідніх сіл П'ятидні, Хотячів та Хрипаличі.
У 1920–30-х роках настоятелем храму був отець Федір Комаревич, відомий своєю проукраїнською позицією. Він проводив богослужіння українською мовою, що не завжди подобалось тогочасній польській владі, вчителював у місцевій школі та був активним діячем товариств «Просвіта» та Союз українок.
На території храму збереглися поховання священників. Зокрема, могила подружжя Євгена та Марії Коноплянків, яких було вбито у своєму будинку біля церкви в 1944 році.

### Радянський період
Навіть у 1960-ті роки, в період масового закриття храмів, Покровська церква залишалася діючою і була однією з небагатьох в окрузі. Протягом 20 років до проголошення незалежності України старостою храму служив ветеран Другої світової війни Петро Тарновський.

### У незалежній Україні
Після відновлення незалежності України релігійна громада села розділилася. Частина вірян залишилася вірною Московському патріархату, тоді як інша частина утворила громаду УПЦ Київського патріархату. Громада УПЦ КП не мала власного храму і протягом багатьох років проводила богослужіння у невеликій капличці, збудованій близько 20 років тому на церковній території на кошти жителів села.
Розділення призводило до конфліктів. У червні 2015 року староста храму УПЦ (МП) відмовився дзвонити у дзвони на сповіщення про смерть 100-річного ветерана Петра Тарновського, який був парафіянином УПЦ КП, хоча до того 20 років прослужив старостою в цьому храмі.
17 лютого 2019 року відбулися парафіяльні збори, на яких громада одноголосно проголосувала за перехід з юрисдикції УПЦ (МП) до Православної Церкви України. Рішення громади підтримав і тогочасний настоятель храму протоієрей Петро Широчук, якого указом архієрея було призначено настоятелем вже у складі ПЦУ. 14 жовтня 2019 року громада відзначила перше престольне свято в юрисдикції Православної Церкви України.
З 20 листопада 2020 року настоятелем храму є протоієрей Василь Максимович. Отець Василь відомий своєю волонтерською та капеланською діяльністю, він регулярно здійснює поїздки на схід України для підтримки українських військових.

## Архітектура
Церква цегляна, у плані хрестоподібна, зведена у стилі класицизму. Розташована на пагорбі біля озера, що створює мальовничий краєвид. У 1876 році до основного об'єму храму було добудовано дерев'яну дзвіницю.
На церковній території також розташована невелика капличка, збудована силами громади УПЦ Київського патріархату на початку 2000-х років.

## Настоятелі
- протоієрей Федір Комаревич (1920-ті — 1930-ті)[1]
- протоієрей Петро Широчук (до 2019)[9]
- протоієрей Олег Ярмолюк (згадується у жовтні 2019)[10]
- протоієрей Василь Максимович (з 20 листопада 2020)[3]

## Статус пам'ятки
Покровська церква та дзвіниця є пам'ятками архітектури місцевого значення. Розпорядженням начальника Волинської обласної військової адміністрації від 15 серпня 2022 року № 362 об'єкти «Церква Покрова Пресвятої Богородиці (1835—1876)» та «Дзвіниця церкви Покрова Пресвятої Богородиці (1835—1876)» включено до Переліку щойно виявлених об'єктів культурної спадщини.

## Галерея

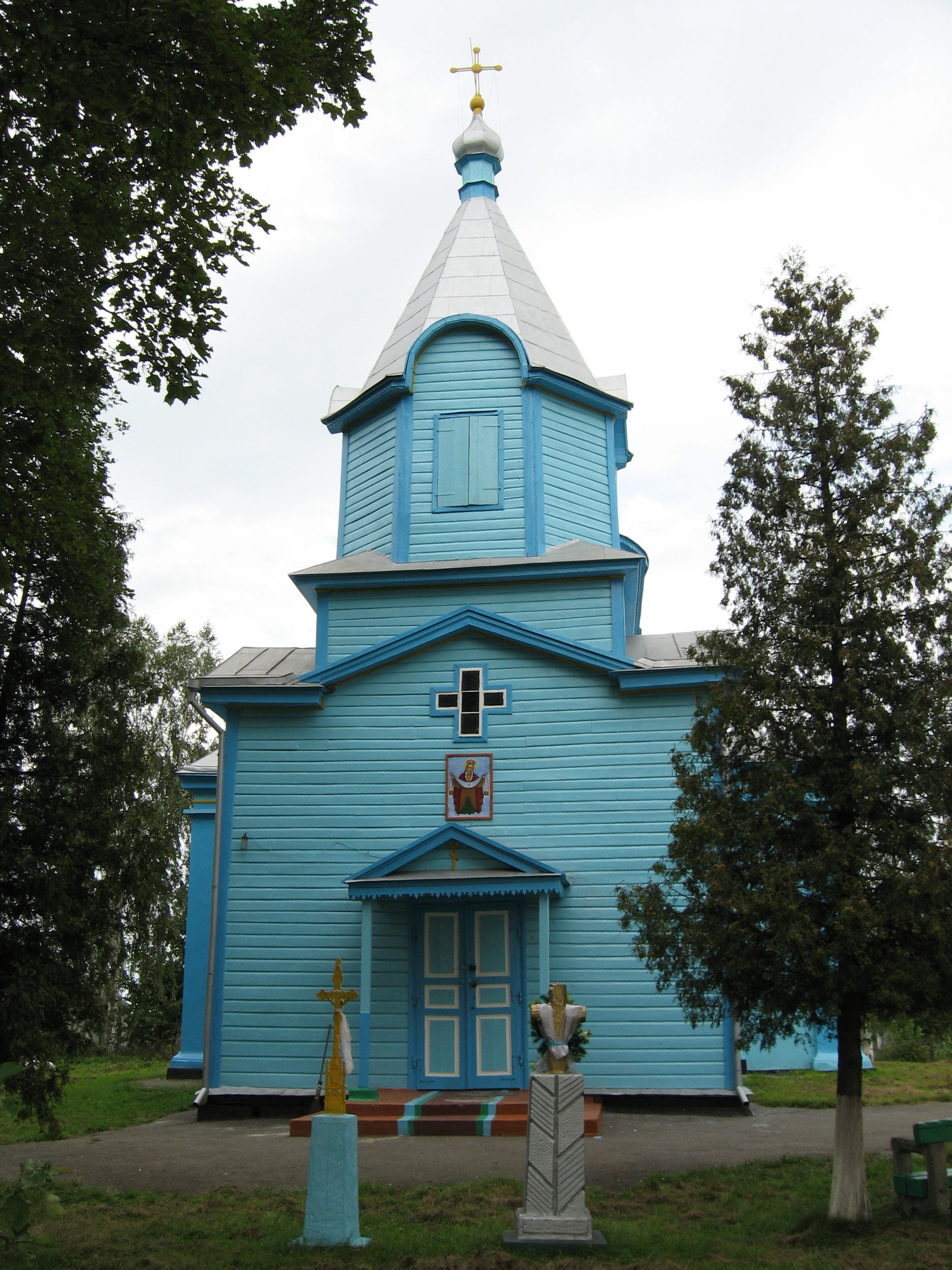
Вигляд на церкву
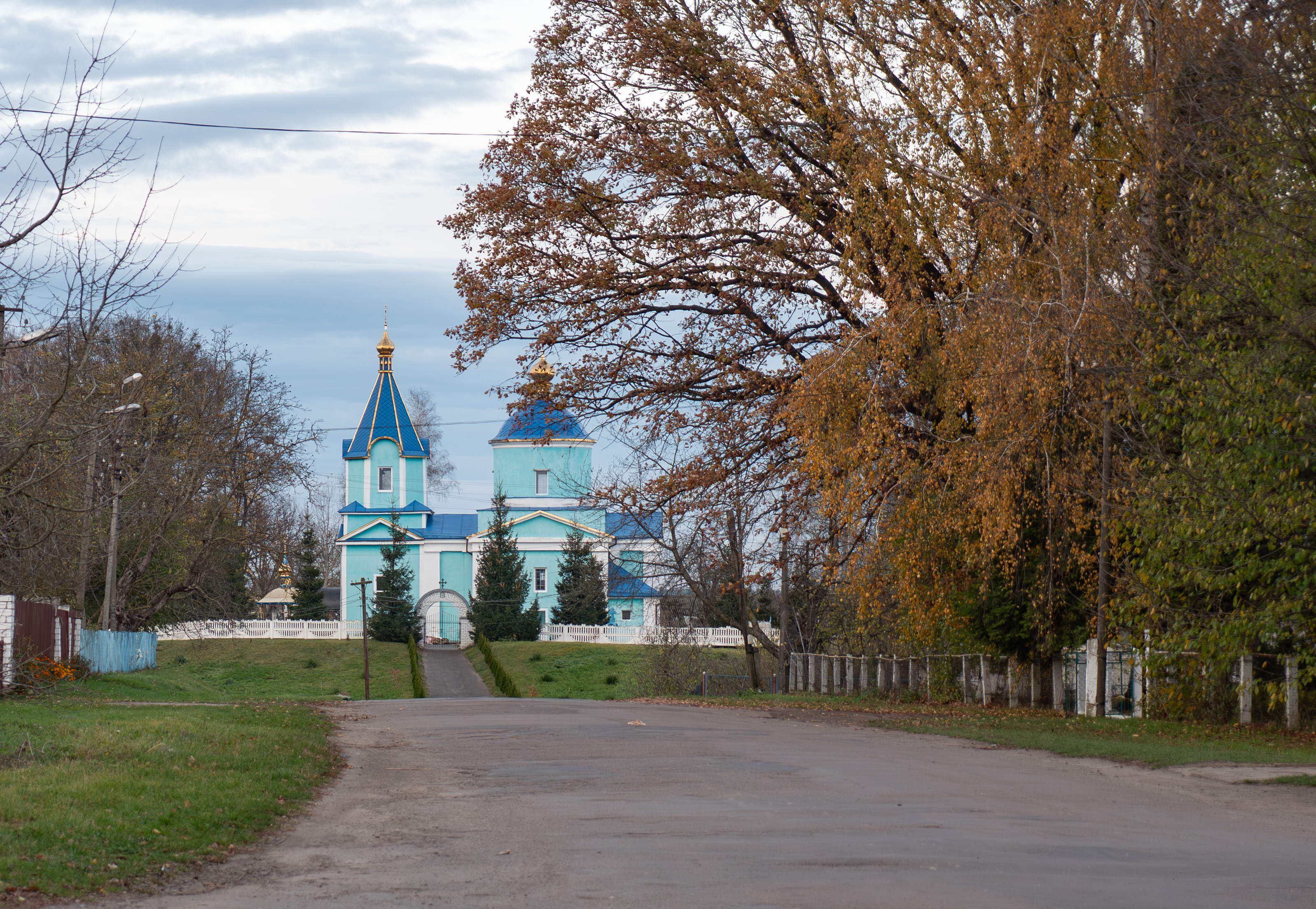
Покровська церква і дзвіниця
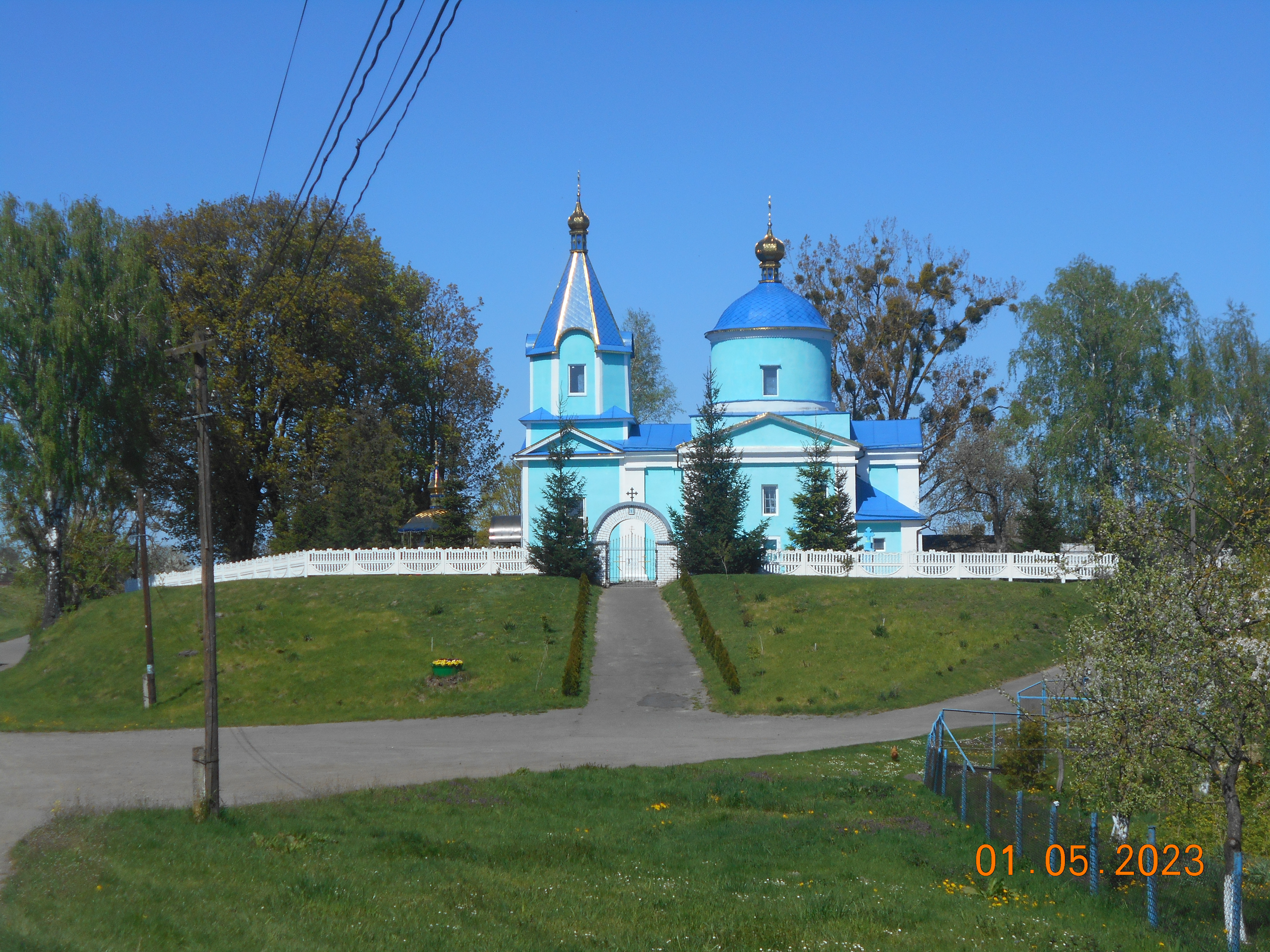
Загальний вид Покровської церкви
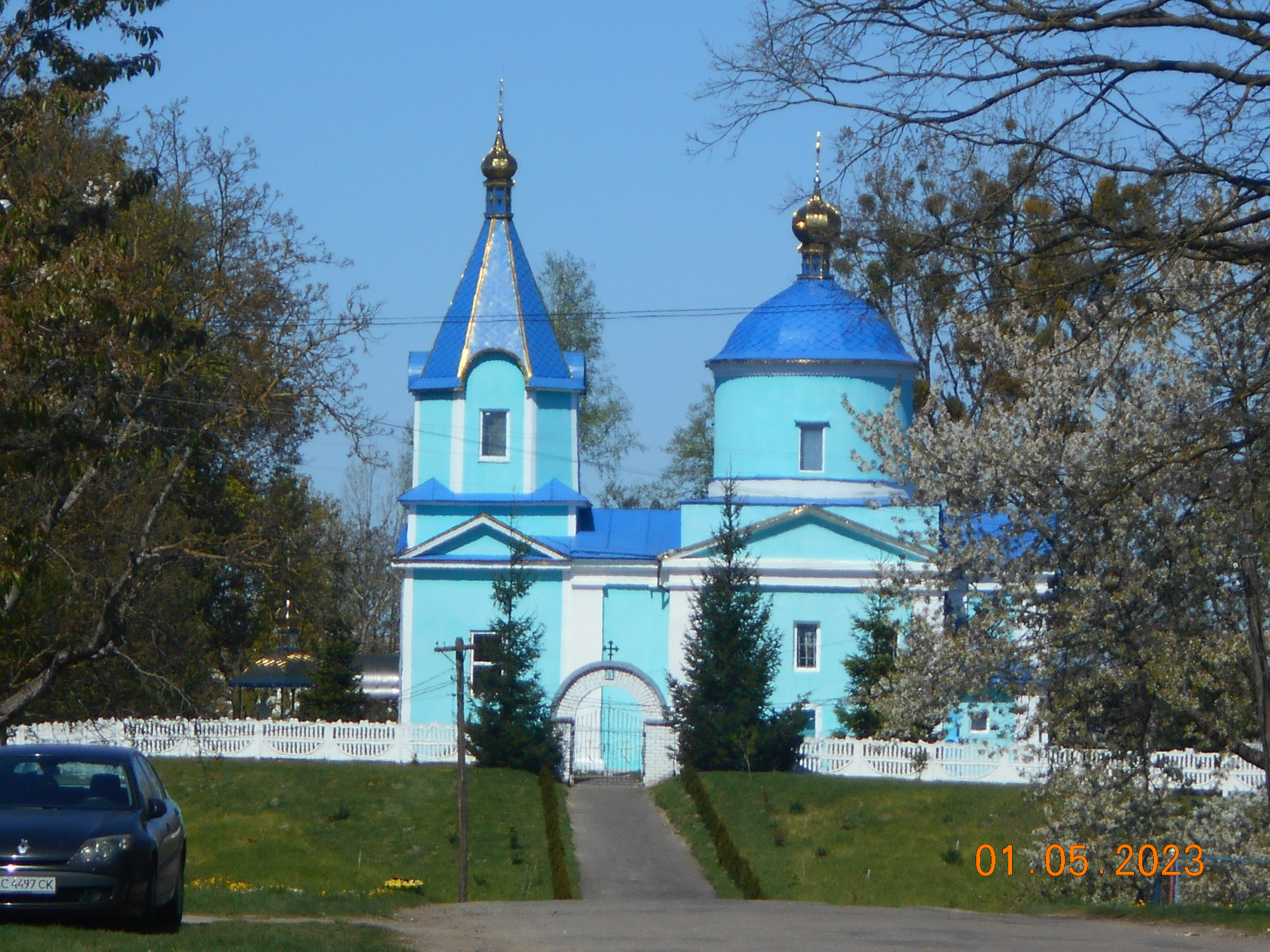
Вид на Покровську церкву з півдня
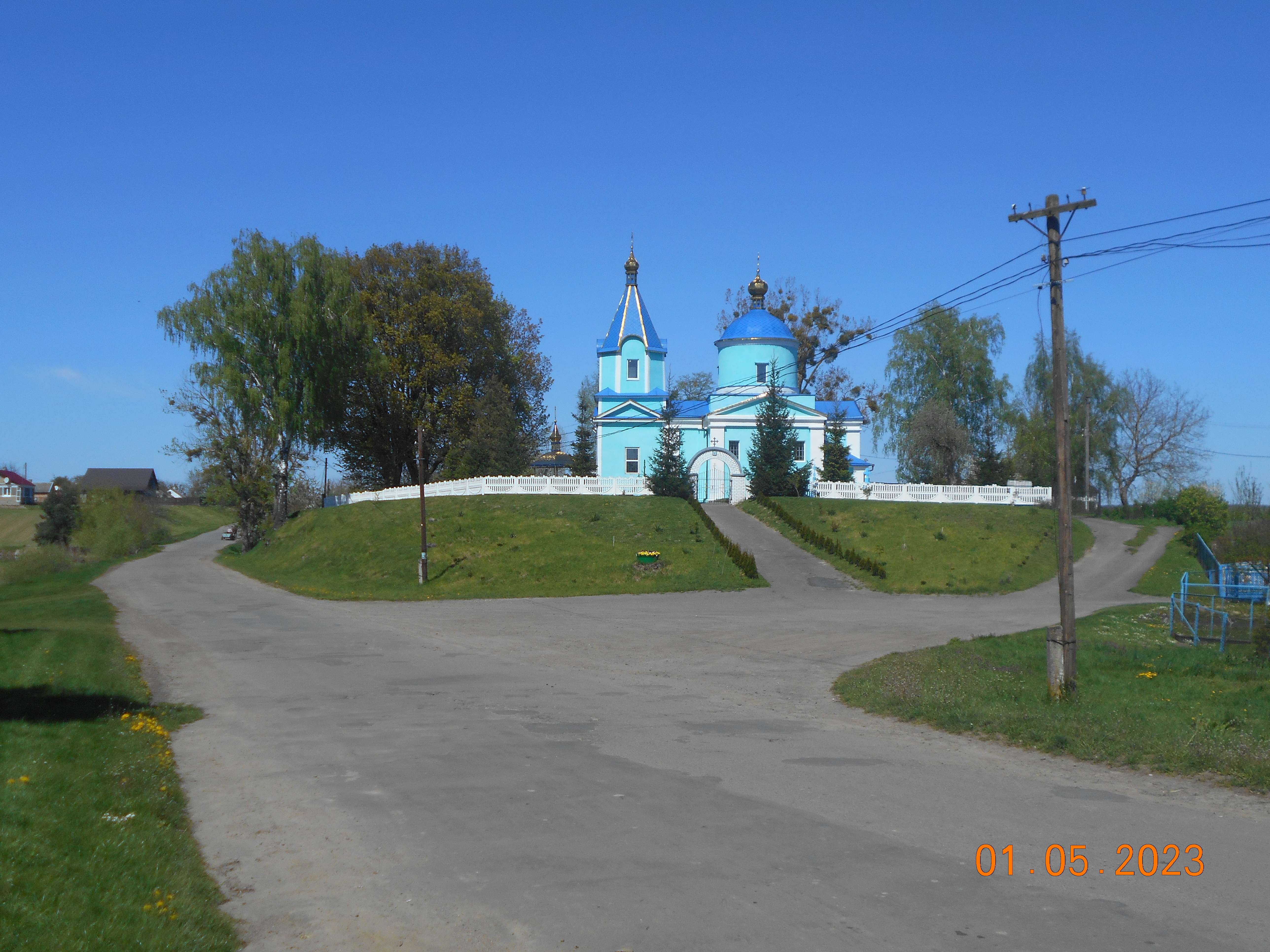
Вид на Покровську церкву від школи
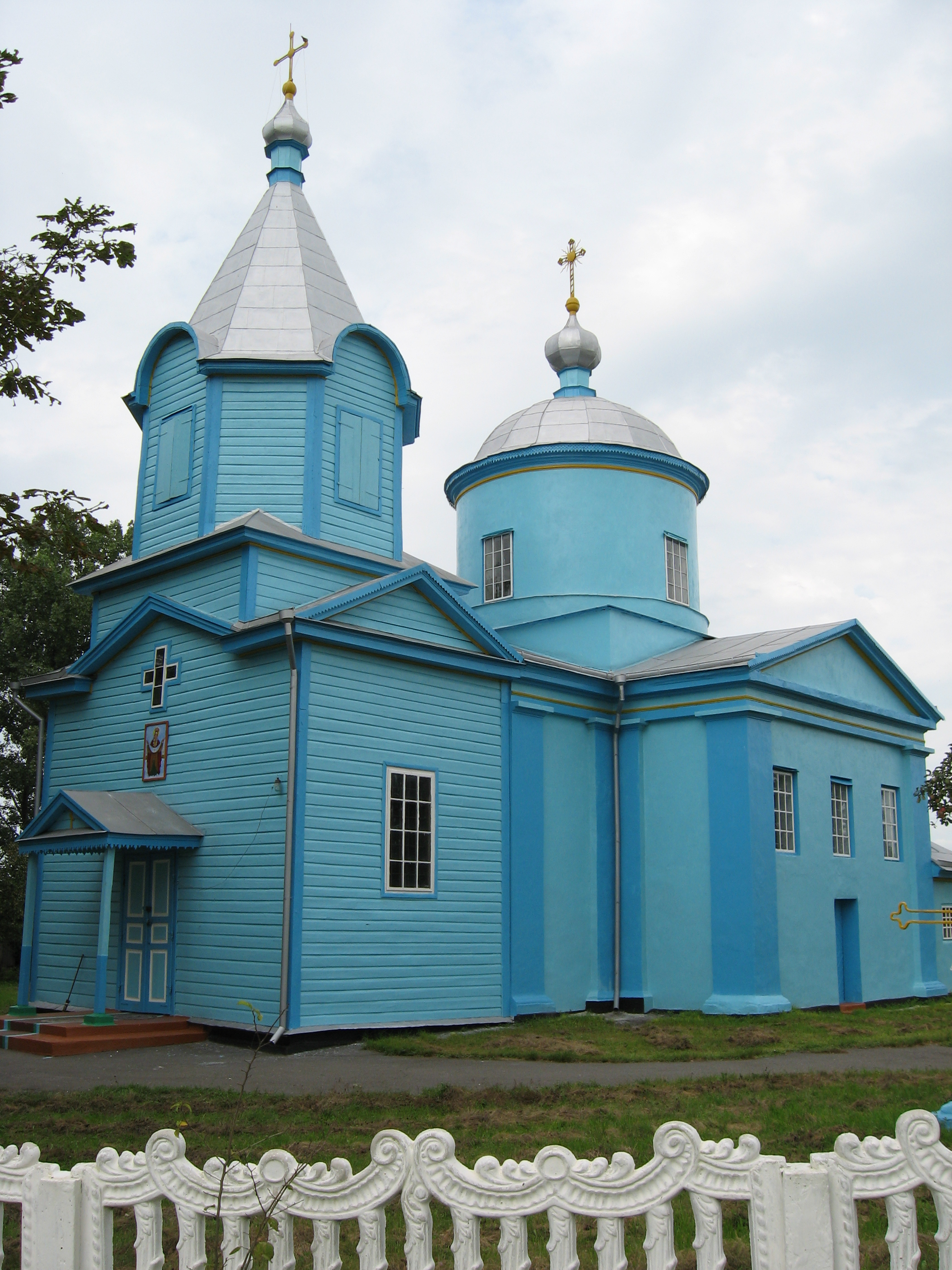
Куполи храму
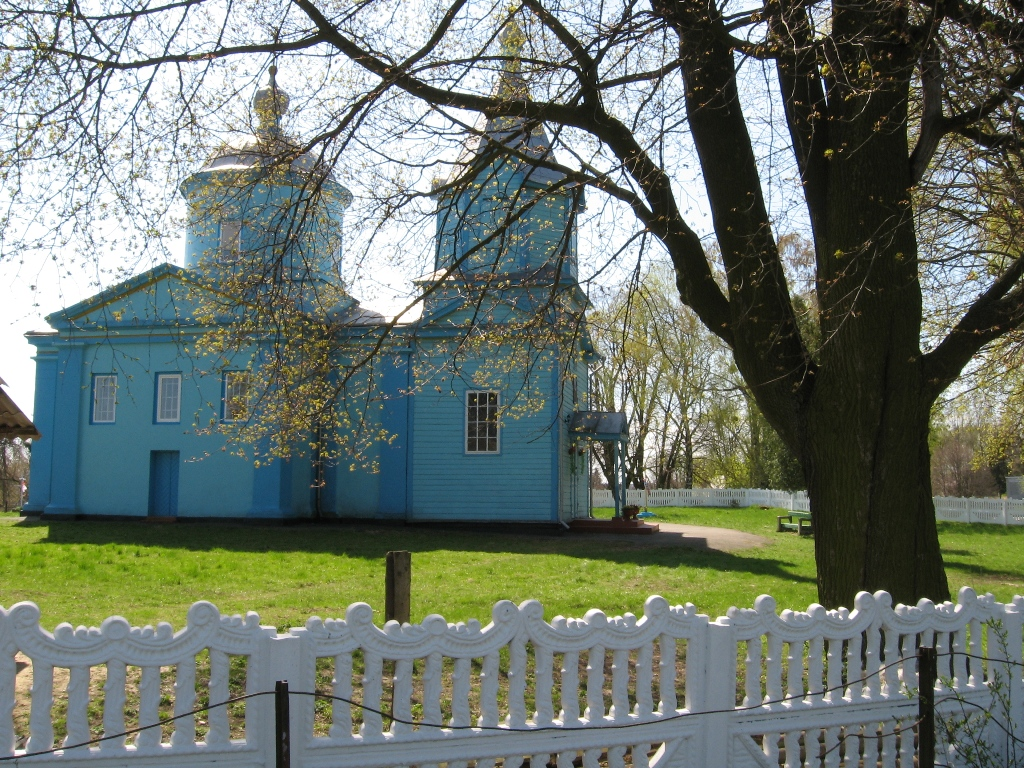
Вхід до церкви
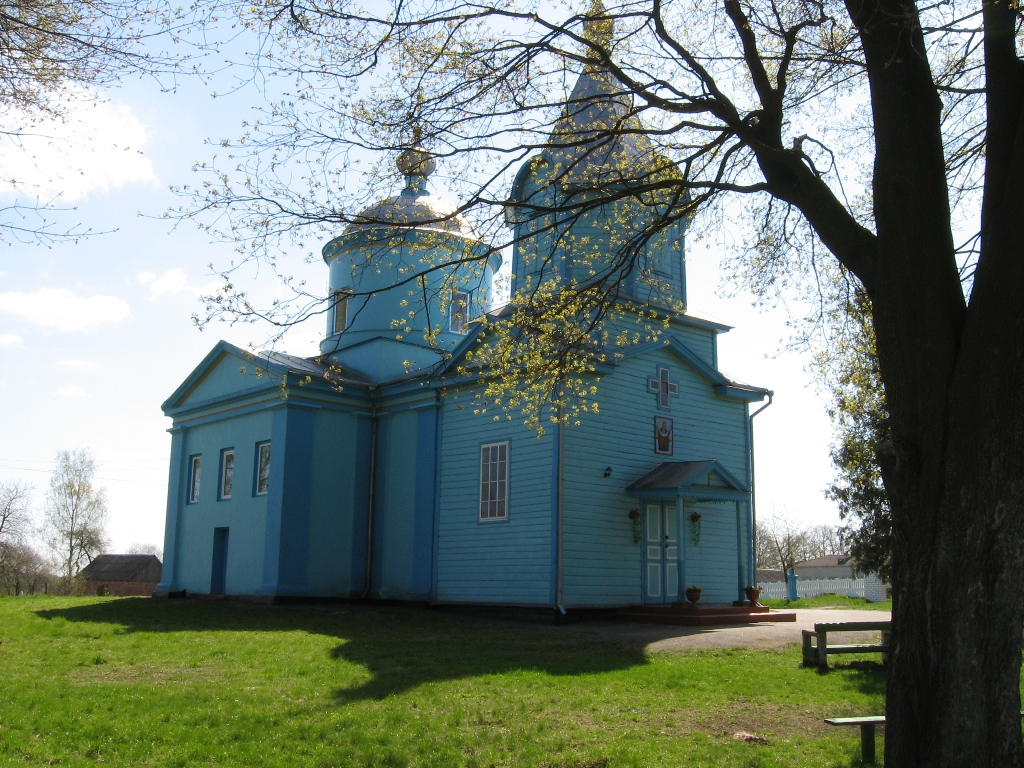
Інтер'єр храму
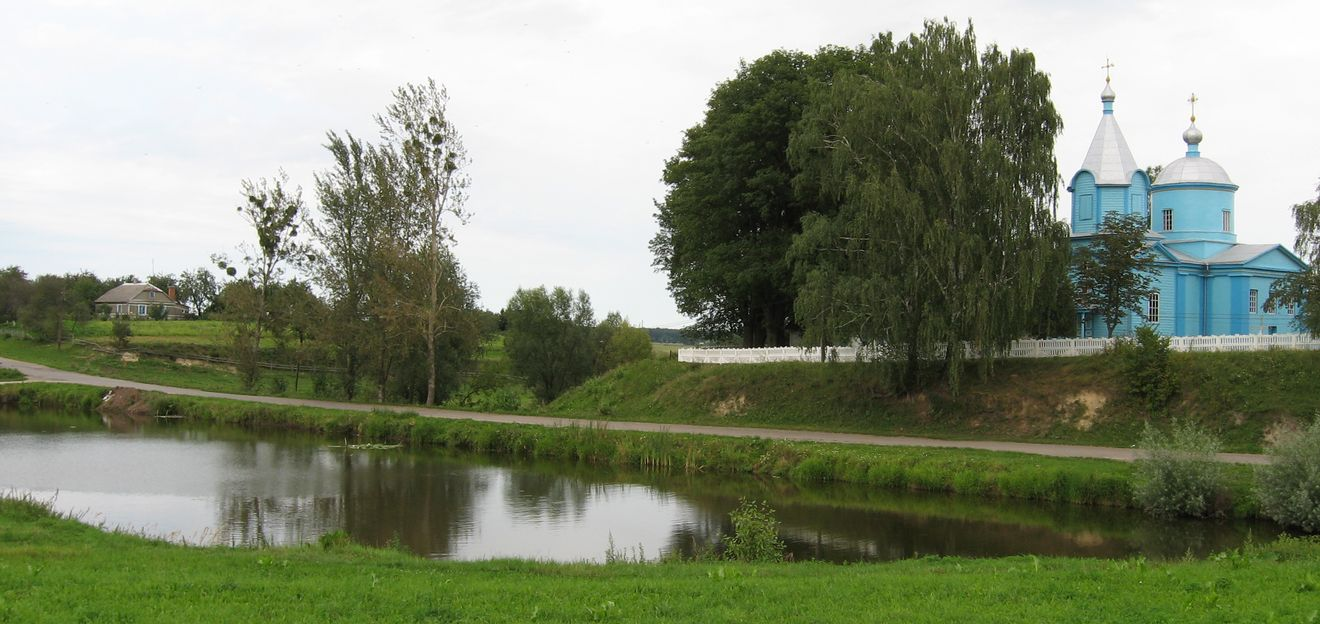
Вид на церкву і озеро
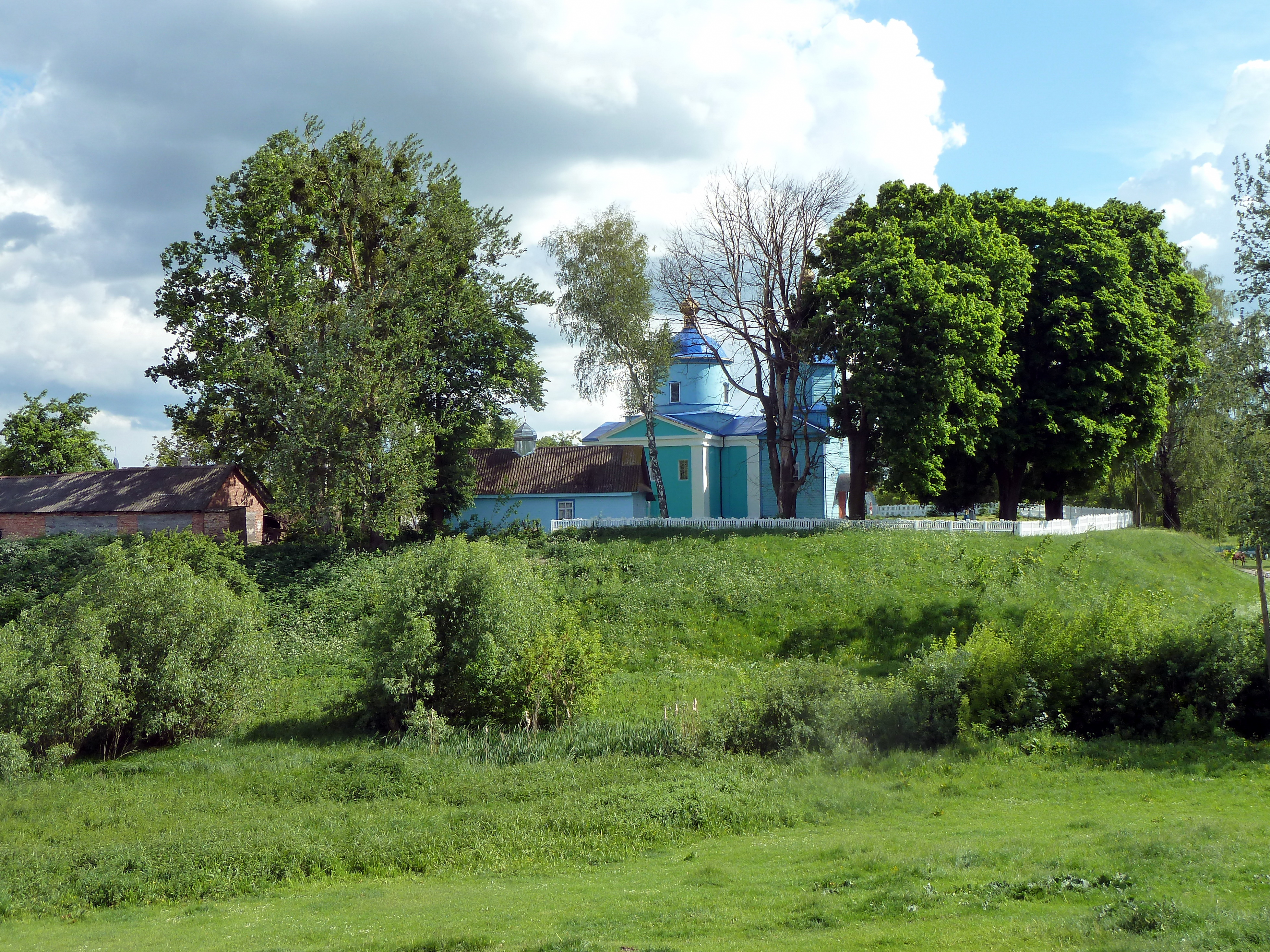
Вигляд з дороги
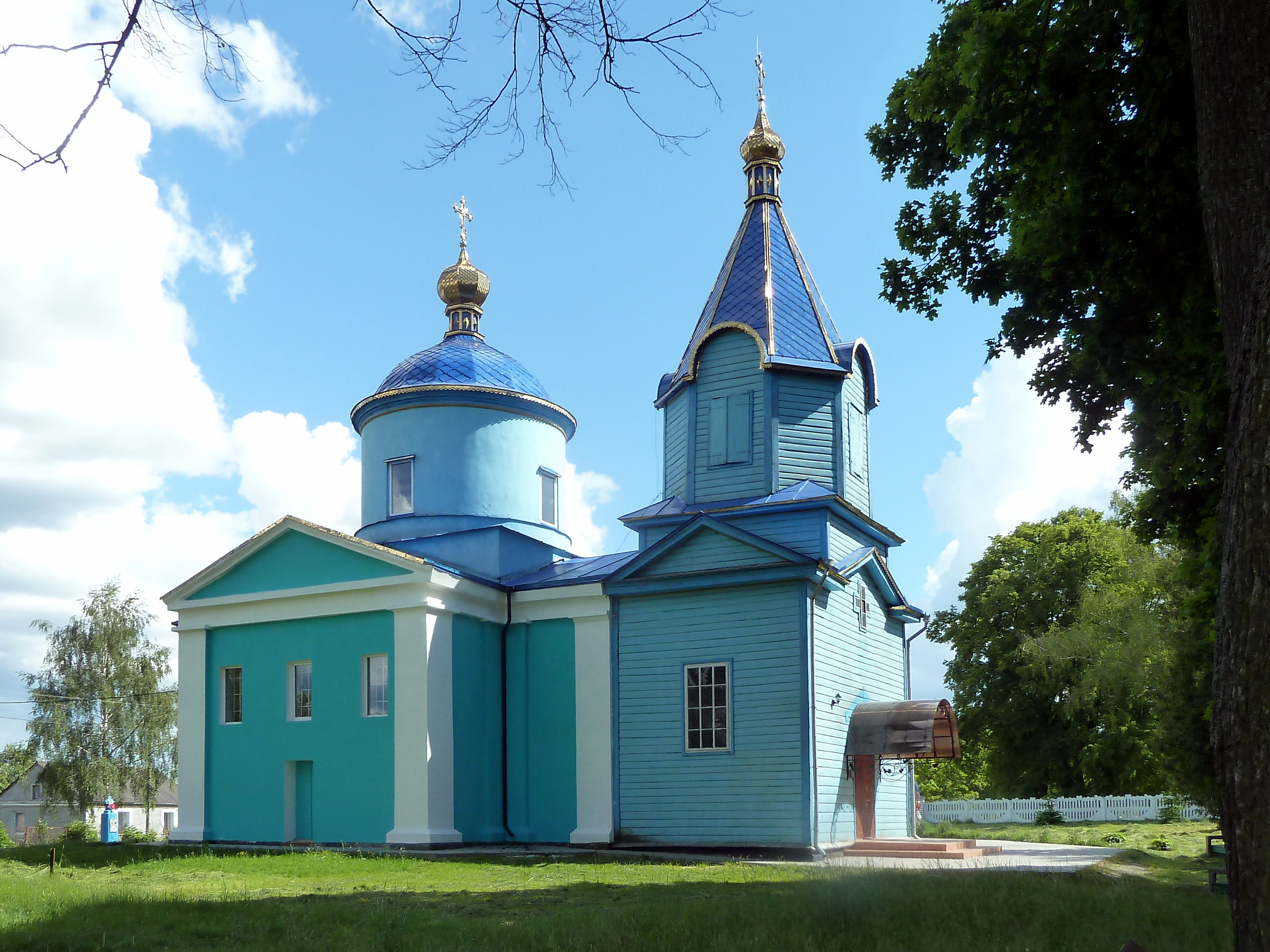
Вигляд з північного заходу
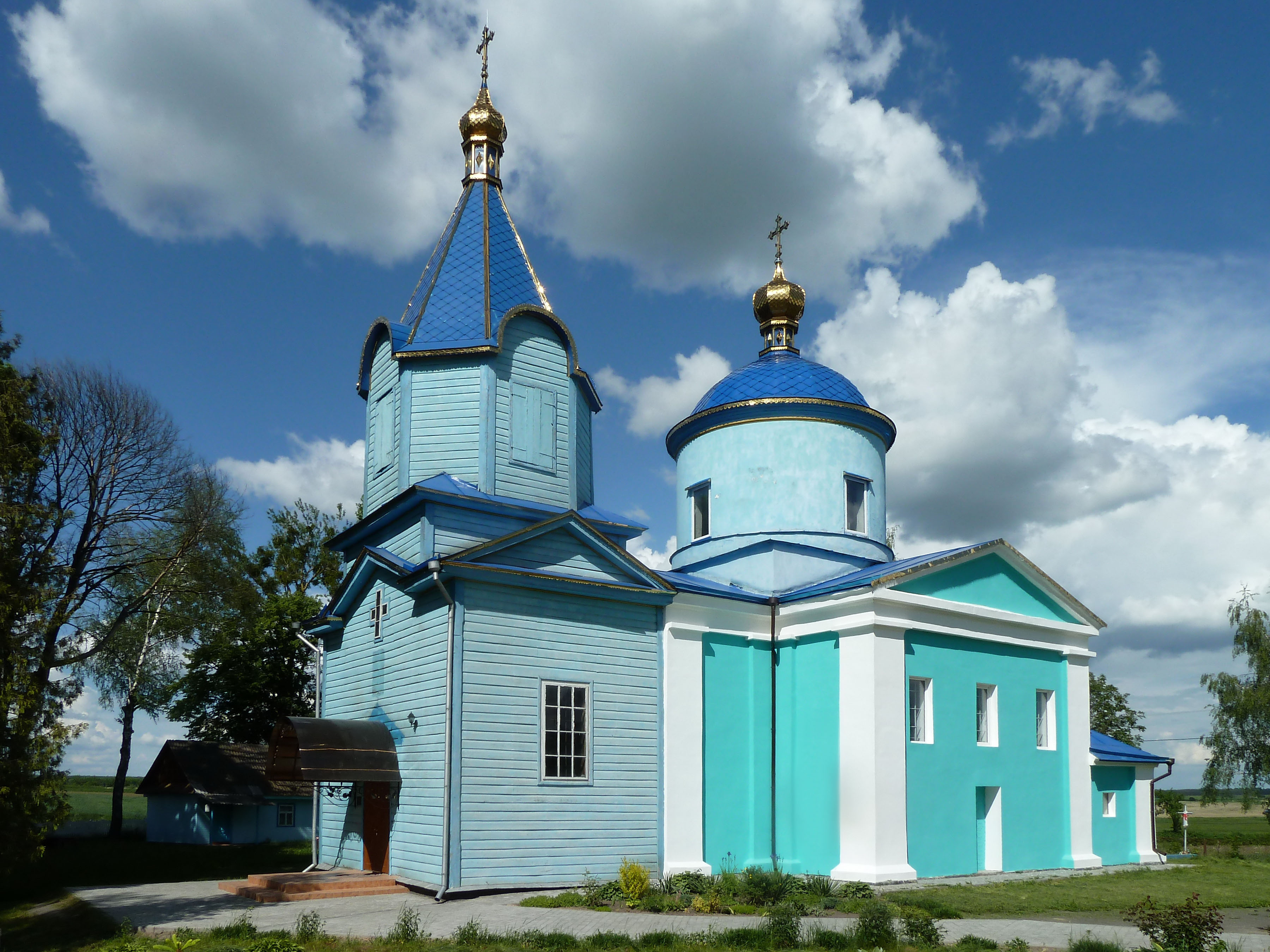
Вигляд з південного заходу
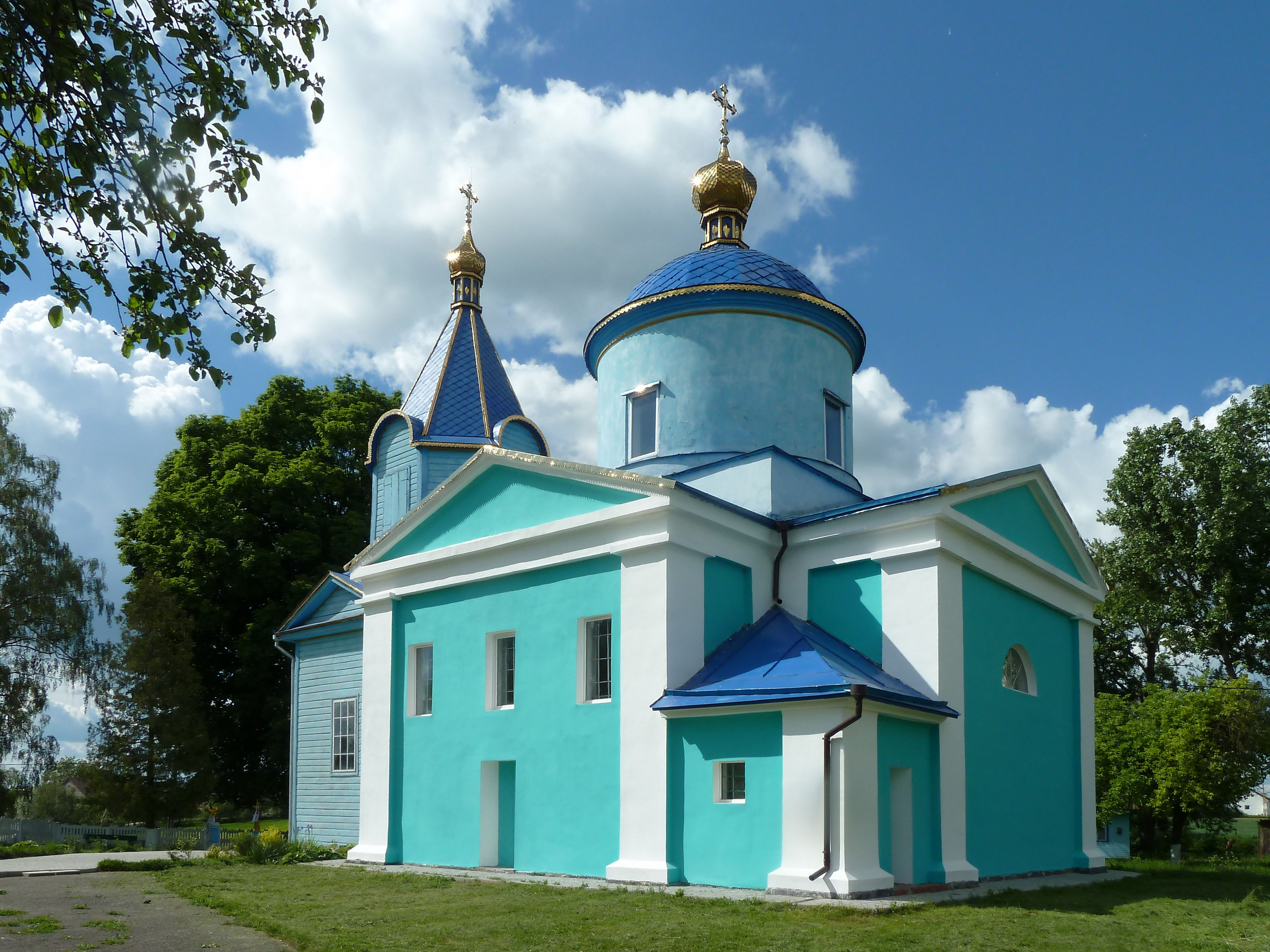
Вигляд з південного сходу
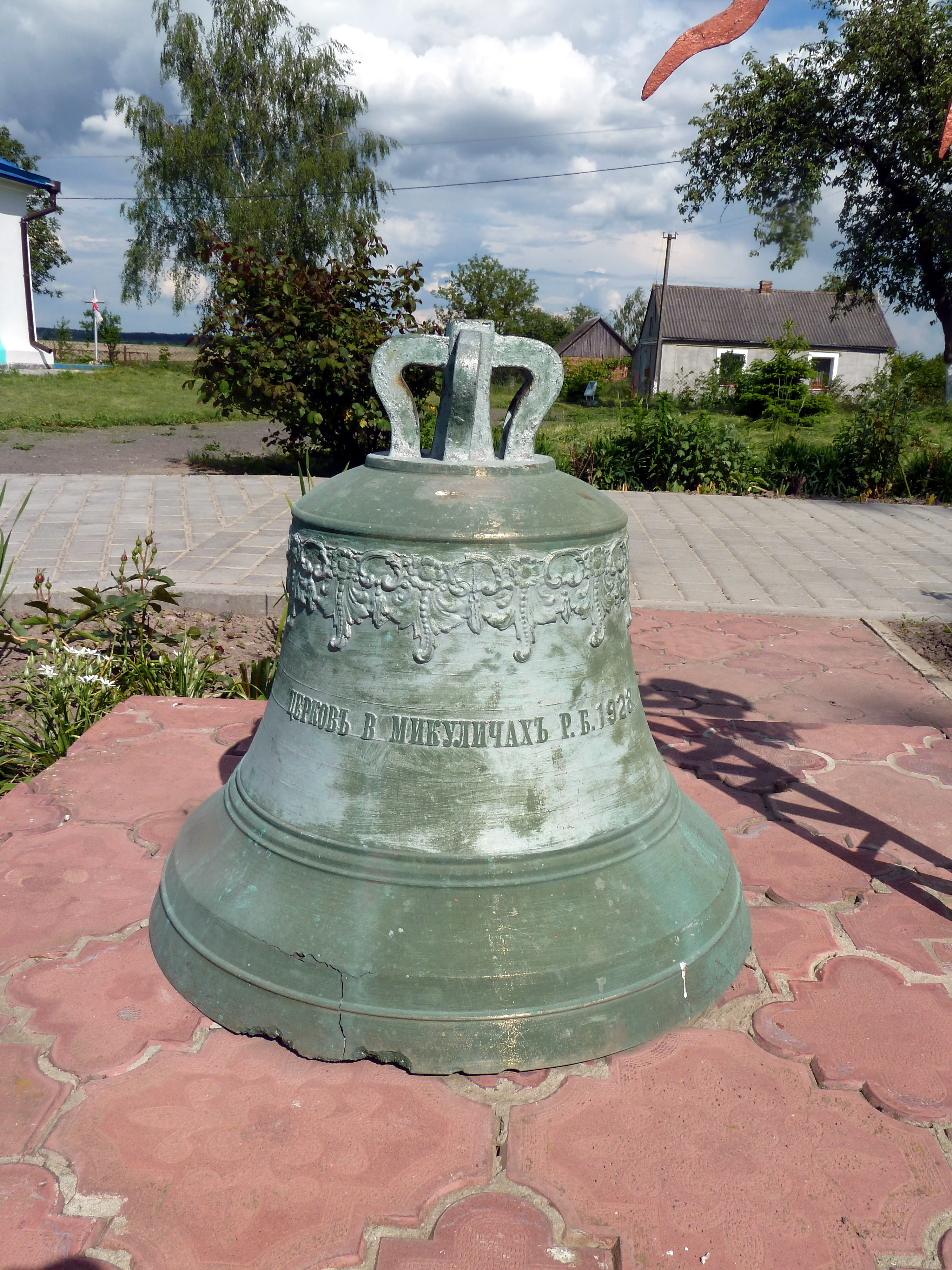
Дзвін з Микулич
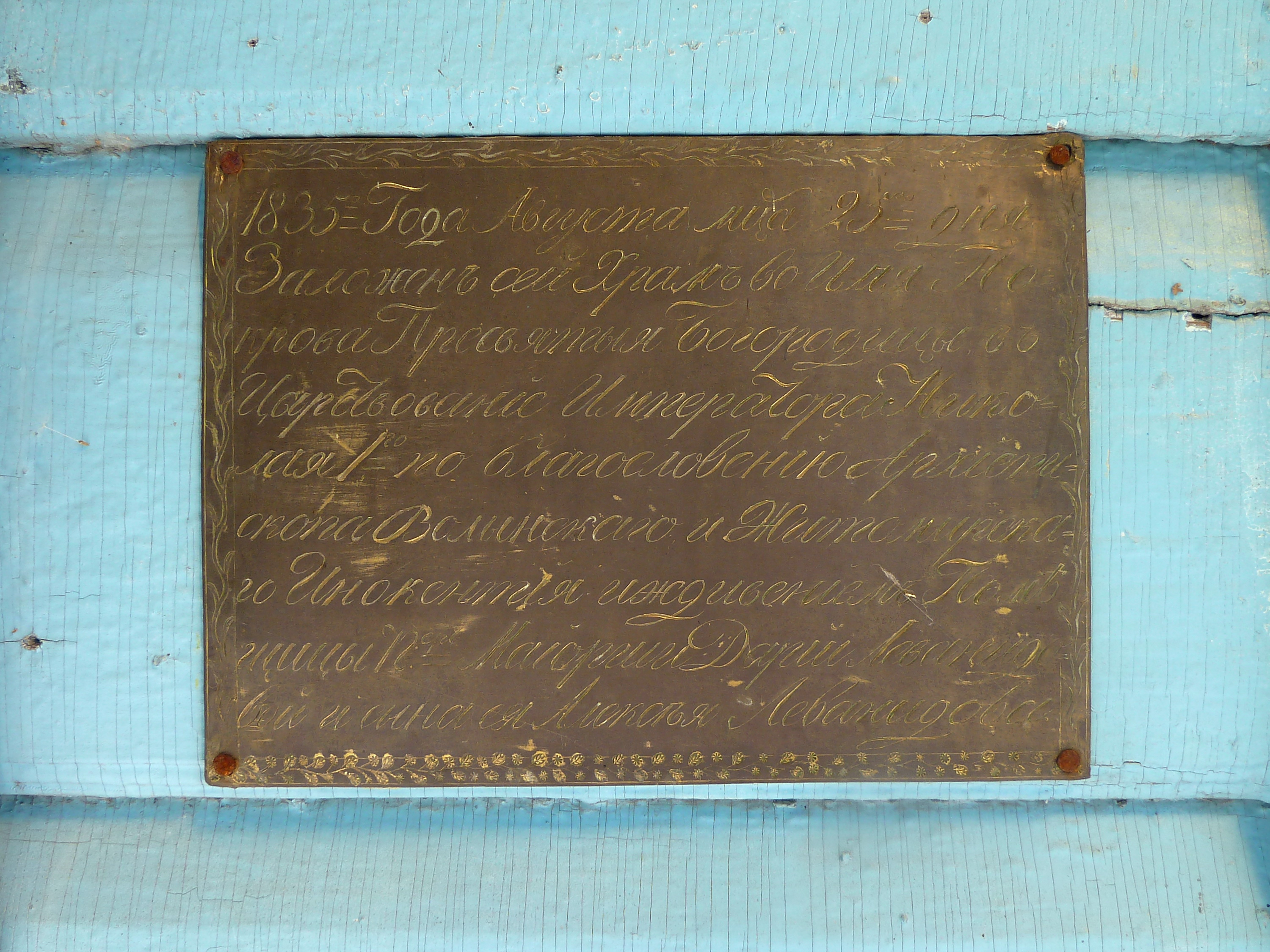
Табличка на храмі